# Vrhtrebnje
Vrhtrebnje je naselje u slovenskoj Općini Trebnju. Vrhtrebnje se nalazi u pokrajini Dolenjskoj i statističkoj regiji Jugoistočnoj Sloveniji. 

## Stanovništvo
Prema popisu stanovništva iz 2002. godine naselje je imalo 74 stanovnika.